# Anna Hallberg

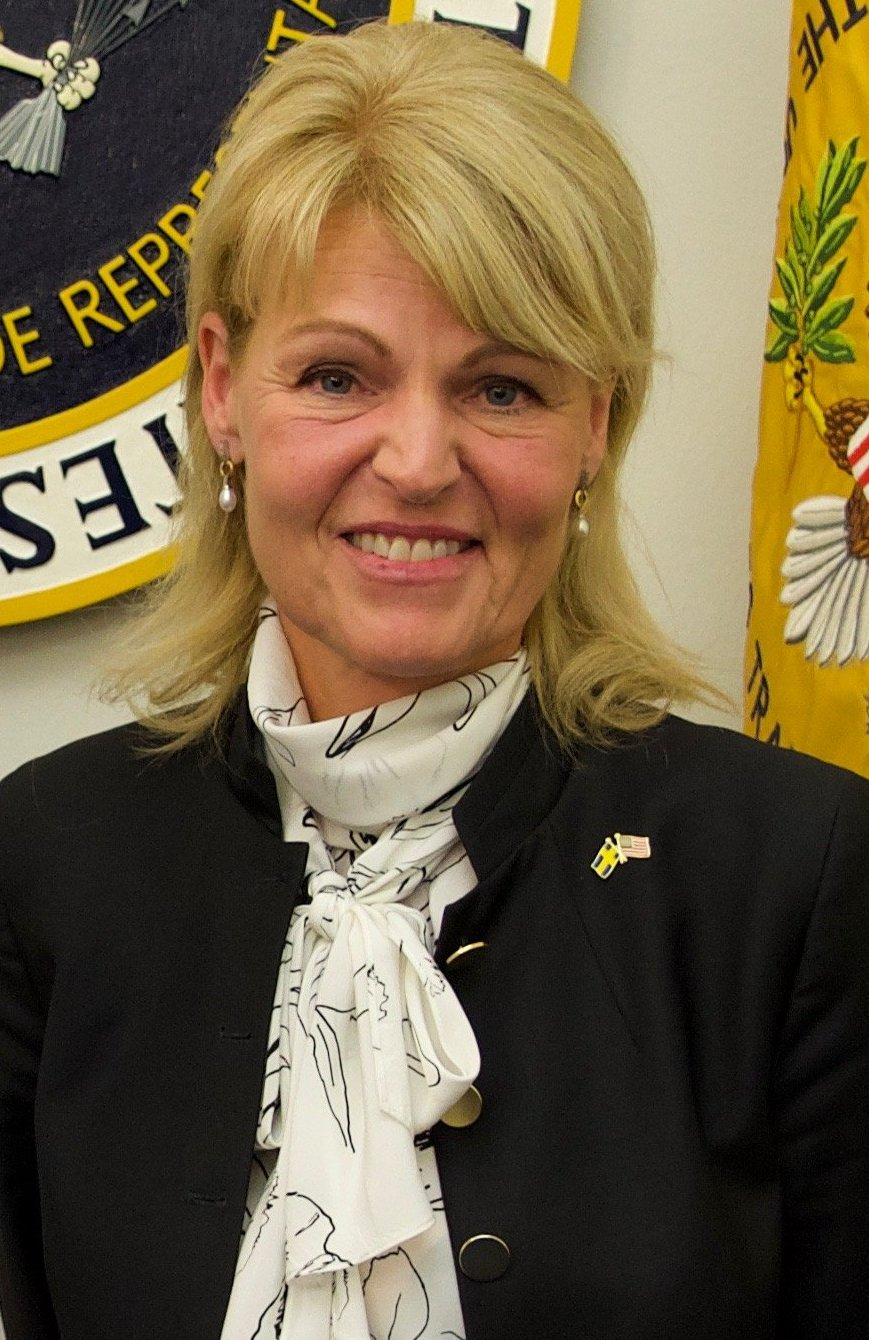
Anna Hallberg, 2019

Anna Hallberg (* 1963) ist eine schwedische Bankerin und Politikerin der Socialdemokraterna. Von September 2019 bis Oktober 2022 war sie die Ministerin für internationalen Handel und nordische Kooperation ihres Landes.

## Leben
Hallberg wuchs in Trollhättan auf und studierte von 1983 bis 1987 Rechtswissenschaft und Betriebswirtschaftslehre an der Universität Göteborg. Danach arbeitete sie bis 1999 in verschiedenen Positionen bei der Skandinaviska Enskilda Banken (SEB). Zwischen 1999 und 2001 war sie Projektleiterin bei der Öhman Fondkommission, anschließend kehrte sie zur SEB zurück. Dort war sie nun bis 2007 in der Führung des Bereichs Private Banking tätig. Von 2007 bis 2019 arbeitete sie bei Almi Företagspartner, einer staatlichen schwedischen Aktiengesellschaft, ab 2013 war sie dabei die stellvertretende Vorstandsvorsitzende.
Am 10. September 2019 wurde sie zur Ministerin für Außenhandel und nordische Angelegenheiten in der Regierung Löfven II ernannt. Sie ersetzte ihre Parteikollegin Ann Linde, die Außenministerin wurde. Sie übte ihr Amt wie die gesamte Regierung ab Juli 2021 auch weiter in der Regierung Löfven III aus. Am 30. November 2021 erhielt die das Amt in der Regierung Andersson erneut. Ihr Ministerposten ist im schwedischen Außenministerium angesiedelt. Ihre Amtszeit endete mit dem Abtritt der Regierung Andersson am 18. Oktober 2022 nach der Parlamentswahl 2022.
Hallberg hat zwei Kinder und lebt in Stockholm. Ihr Lebensgefährte ist der ehemalige Handelsminister Anders Sundström.